# Sigismond Jaccoud
Pour les articles homonymes, voir Jaccoud.
François Sigismond Jaccoud, né le 29 novembre 1830 à Genève et mort le 26 avril 1913 à Paris, médecin et professeur de pathologie interne, d'origine suisse et naturalisé français en 1862.

## Biographie

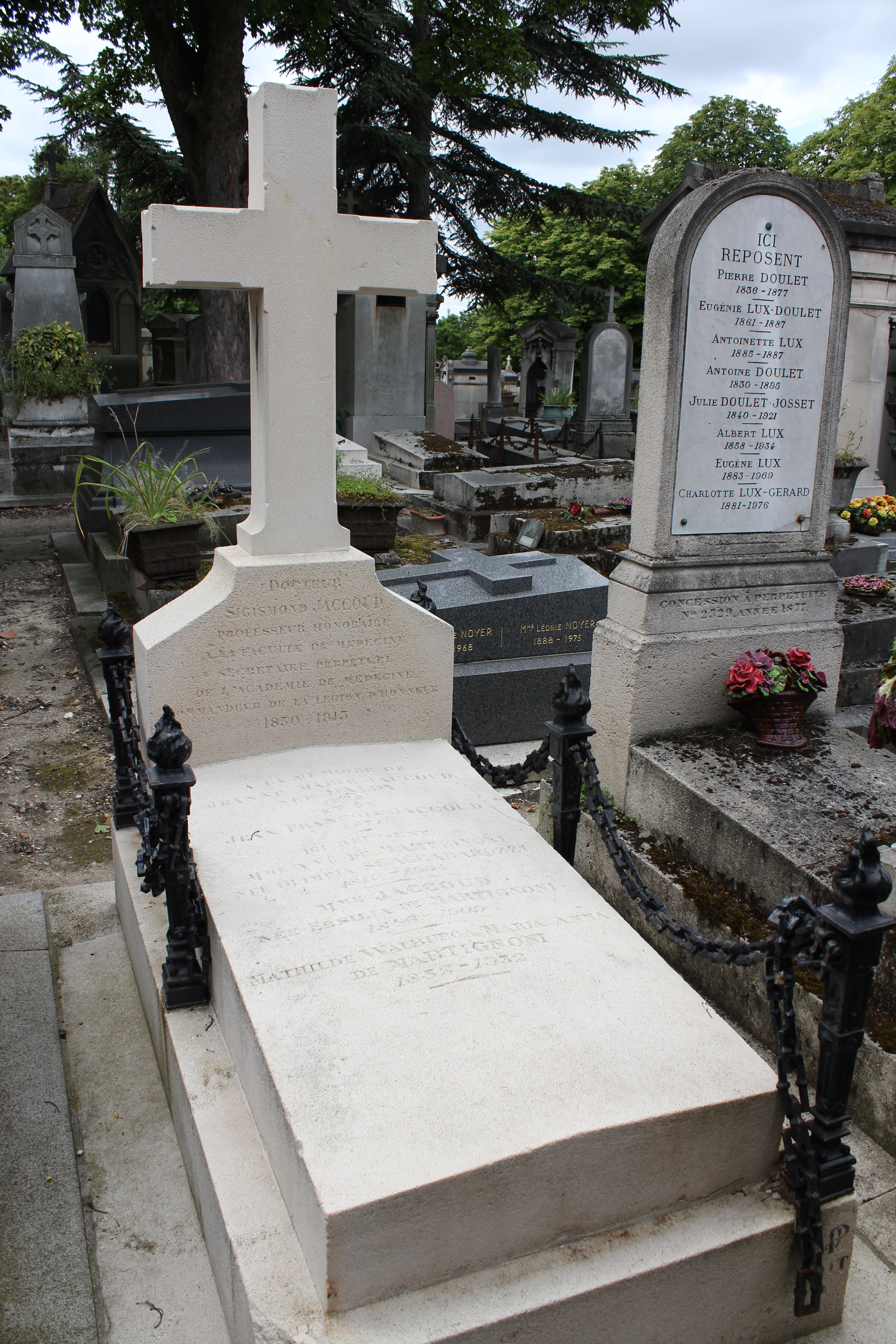
Tombe de Sigismond Jaccoud au cimetière du Père-Lachaise.

François Sigismond Jaccoud se rend à Paris en juin 1849, pour y suivre des études médicales. Il est premier au concours de l’externat en 1854, interne dès 1855. En 1860, il réussit son Doctorat en médecine avec sa thèse : Des conditions pathogéniques de l’albuminurie. Devenu Français, en 1862, il passe les concours et est reçu premier au médicat des hôpitaux en 1862, et à l’agrégation en 1863.
En 1864, à la demande de monsieur Rayer, doyen de la faculté de médecine, Sigismond Jaccoud est alors chargé par le ministre de l’Instruction publique d’une mission scientifique portant sur l’organisation de l’enseignement médical en Allemagne. À son retour, il rédige et publie un Rapport sur l’organisation des facultés de médecine en Allemagne. Cette expérience à l’étranger le désigne naturellement pour organiser le premier Congrès médical international, en 1867, lors de l’Exposition universelle de Paris.
Dès 1870, il sera médecin des hôpitaux de Paris à l'hôpital Lariboisière, et en 1883 à l'hôpital de la Pitié-Salpétrière en remplacement du docteur Ernest-Charles Lasègue qui venait de mourir. Il exerça également à l'hôpital Saint-Antoine où il eut pour élève l'interne Paul Georges Dieulafoy.
Il est nommé professeur de pathologie interne en 1877, puis membre de l’Académie de médecine dont il deviendra président en 1898. A la fin des années 1870, il forme la médecin roumaine Maria Cuțarida-Crătunescu.
Il donne aussi de nombreuses conférences sur le rhumatisme, le rhumatisme articulaire aigu, la tuberculose et la cardiologie. Il a souligné combien il était nécessaire d'approfondir les examens cliniques, l'épidémiologie, la recherche et l'enseignement.
Sigismond Jaccoud a dirigé le Nouveau dictionnaire de médecine et de chirurgie pratiques, surnommé « Le Jaccoud ». Ce dictionnaire est un ensemble de 40 volumes présentant l’état de la médecine pratique proprement dite (pathologie médicale, chirurgicale, obstétricale…) durant la deuxième moitié du XIXe siècle. Il a traduit la Clinique Médicale de Graves.
Entre 1864 et 1886, il coordonne la publication des quarante volumes du Nouveau dictionnaire de médecine et de chirurgie pratiques.
Il est inhumé au cimetière du Père-Lachaise (division 81).

## Titres et distinction
- Commandeur de la Légion d'honneur[4] le 25 novembre 1902.
- Académie de médecine : élu membre titulaire le 2 janvier 1877, secrétaire perpétuel de 1901 à 1913 et président pour 1913[5].

## Éponymie
Sigismond Jaccoud a laissé son nom aux signe, syndromes et maladies suivantes :
- la « fièvre dissociée de Jaccoud », fièvre avec pouls lent et irrégulier dans la méningite tuberculeuse chez les adultes.
- le « rhumatisme de Jaccoud » (appelé également « maladie de Jaccoud ») est une arthropathie chronique déformante caractérisée par son indolence et par sa réductibilité. Elle est le plus souvent rapportée en association avec une connectivite.
- la « maladie de Jaccoud-Osler »[6] (ou « endocardite d'Osler »).
- le signe de Jaccoud
- la triade de Jaccoud
- la main de Jaccoud

## Œuvres et publications
- Des conditions pathogéniques de l'albuminurie, [Thèse de médecine no 121, Paris], imp. Rignoux (Paris), 1860, Texte intégral et A. Delahaye (Paris), 1860, 158 p. gr. in-8, lire en ligne sur Gallica.
- Leçons de clinique médicale : [faites a l'hôpital de la Charité], Adrien Delahaye (Paris), 1867, 876 p. Texte intégral.
- Traité de pathologie interne, A. Delahaye (Paris), 1870-1877, 3 vol.

1. Tome 1, 824 p. lire en ligne sur Gallica.
2. Tome 2, 896 p. lire en ligne sur Gallica.
3. Tome 3, 382 p. [appendice aux quatre premières éditions] lire en ligne sur Gallica.

- Curabilité et traitement de la phthisie pulmonaire, [leçons faites à la Faculté de médecine], A. Delahaye et E. Lecrosnier (Paris),  1881, in-8° , 484 p. lire en ligne sur Gallica.
- Leçon d'ouverture du cours de clinique médicale, A. Delahaye et E. Lecrosnier (Paris), 1883, 22 p. in-8, lire en ligne sur Gallica.
- Les Maladies infectieuses, [Leçon du 11 novembre 1882], A. Delahaye et É. Lecrosnier (Paris), 1883, in-8° , 16 p. lire en ligne sur Gallica.
- Leçon d'ouverture du cours de clinique médicale de M. le professeur Jaccoud, [9 novembre 1886], A. Delahaye et E. Lecrosnier (Paris), 1886, in-8° , 16 p. lire en ligne sur Gallica.
- Titres et travaux scientifiques du Dr Jaccoud, [lauréat de l'Institut. Prix Chaussier 1887], L. Maretheux (Paris), 1901, Texte intégral.

En collaboration
- Nouveau dictionnaire de médecine et de chirurgie pratiques, [illustré de figures intercalées dans le texte, sous la direction du Dr Jaccoud], J.B. Baillière (Paris), 1864-1886, Texte intégral.